# Поплавська сільська рада
Попла́вська сільська́ ра́да — адміністративно-територіальна одиниця та орган місцевого самоврядування в Підгаєцькому районі Тернопільської області. Адміністративний центр — село Поплави.

## Загальні відомості
- Територія ради: 23,92 км²
- Населення ради: 634 особи (станом на 2001 рік)

## Населені пункти
Сільській раді підпорядковані населені пункти:
- с. Поплави
- с. Сонячне
- с. Степове

## Населення
За переписом населення України 2001 року в сільській раді мешкали 634 особи.

### Мова
Розподіл населення за рідною мовою за даними перепису 2001 року:
| Мова       | Відсоток |
| ---------- | -------- |
| українська | 99,84 %  |
| російська  | 0,16 %   |

## Склад ради
Рада складається з 16 депутатів та голови.
- Голова ради: Манявська Людмила Василівна

### Керівний склад попередніх скликань
| Прізвище, ім'я, по батькові | Основні відомості                                                 | Дата обрання | Дата звільнення |
| --------------------------- | ----------------------------------------------------------------- | ------------ | --------------- |
| Манявська Людмила Василівна | Сільський голова, 1967 року народження, освіта вища, позапартійна | 26.03.2006   | 31.10.2010      |
| Манявська Людмила Василівна | Сільський голова, 1967 року народження, освіта вища, позапартійна | 31.10.2010   |                 |

Примітка: таблиця складена за даними сайту Верховної Ради України

### Депутати
За результатами місцевих виборів 2010 року депутатами ради стали:

#### За суб'єктами висування
| Суб'єкт висування | Кількість обраних депутатів | %   |
| ----------------- | --------------------------- | --- |
| Самовисування     | 16                          | 100 |

#### За округами
| № округу | Прізвище, ім'я, по батькові    | Дата визнання обраним | Освіта             | Партійна приналежність | Відомості про обраного депутата                        |
| -------- | ------------------------------ | --------------------- | ------------------ | ---------------------- | ------------------------------------------------------ |
| 1        | Заворотний Андрій Іванович     | 16.10.2012            | середня            | позапартійний          | тимчасово не працює                                    |
| 2        | Попадіна Ольга Петрівна        | 04.11.2010            | середня спеціальна | позапартійна           | Сільська рада, землевпорядник                          |
| 3        | Манявський Роман Васильович    | 04.11.2010            | середня спеціальна | позапартійний          | тимчасово не працює                                    |
| 4        | Галиця Наталія Степанівна      | 04.11.2010            | вища               | позапартійна           | тимчасово не працює                                    |
| 5        | Ціцький Михайло Іванович       | 04.11.2010            | середня            | позапартійний          | тимчасово не працює                                    |
| 6        | Гусар Наталія Євгенівна        | 04.11.2010            | середня спеціальна | позапартійна           | тимчасово не працює                                    |
| 7        | Коханович Віра Петрівна        | 04.11.2010            | середня спеціальна | позапартійна           | Поплавський фельдшерсько-акушерський пункт, мол.сестра |
| 8        | П'юрко Микола Володимирович    | 04.11.2010            | середня спеціальна | позапартійний          | тимчасово не працює                                    |
| 9        | Сулятицький Ярослав Петрович   | 04.11.2010            | середня            | позапартійний          | тимчасово не працює                                    |
| 10       | Кучма Віра Михайлівна          | 04.11.2010            | вища               | позапартійна           | Сільська рада, секретар                                |
| 11       | Гиндра Галина Василівна        | 04.11.2010            | середня спеціальна | позапартійна           | тимчасово не працює                                    |
| 12       | Матуньо Володимир Михайлович   | 04.11.2010            | вища               | позапартійний          | Супермаркет «Барвінок», комп'юторщик                   |
| 13       | Матуньо Андрій Михайлович      | 16.10.2012            | середня            | позапартійний          | тимчасово не працює                                    |
| 14       | Матуньо Микола Михайлович      | 16.10.2012            | середня            | позапартійний          | тимчасово не працює                                    |
| 15       | Коханович Микола Володимирович | 04.11.2010            | середня спеціальна | позапартійний          | тимчасово не працює                                    |
| 16       | Лисий Мирослав Іванович        | 04.11.2010            | вища               | позапартійний          | Підгаєцьке РВ УМВСУ                                    |